# 32272 Hasegawayuya
32272 Hasegawayuya è un asteroide della fascia principale. Scoperto nel 2000, presenta un'orbita caratterizzata da un semiasse maggiore pari a 2,3996114 UA e da un'eccentricità di 0,0632778, inclinata di 5,59125° rispetto all'eclittica.